# Stazione di Acate
La stazione di Acate è una fermata ferroviaria posta sulla linea Caltanissetta Xirbi-Gela-Siracusa. Serve il centro abitato di Acate.

## Storia
La stazione, in origine denominata "Biscari", entrò in servizio il 14 marzo 1893, all'attivazione del tronco ferroviario da Terranova a Comiso.
Nel 1938, in seguito al mutamento del toponimo, assunse la denominazione attuale.
Nell'ottobre 2013 è stato rimosso il binario di incrocio e il tronchino secondario.

## Galleria d'immagini

Vista del vecchio ingresso della stazione
Binario 1
Vista del binario 1
I bagni pubblici della vecchia stazione (dismessi)

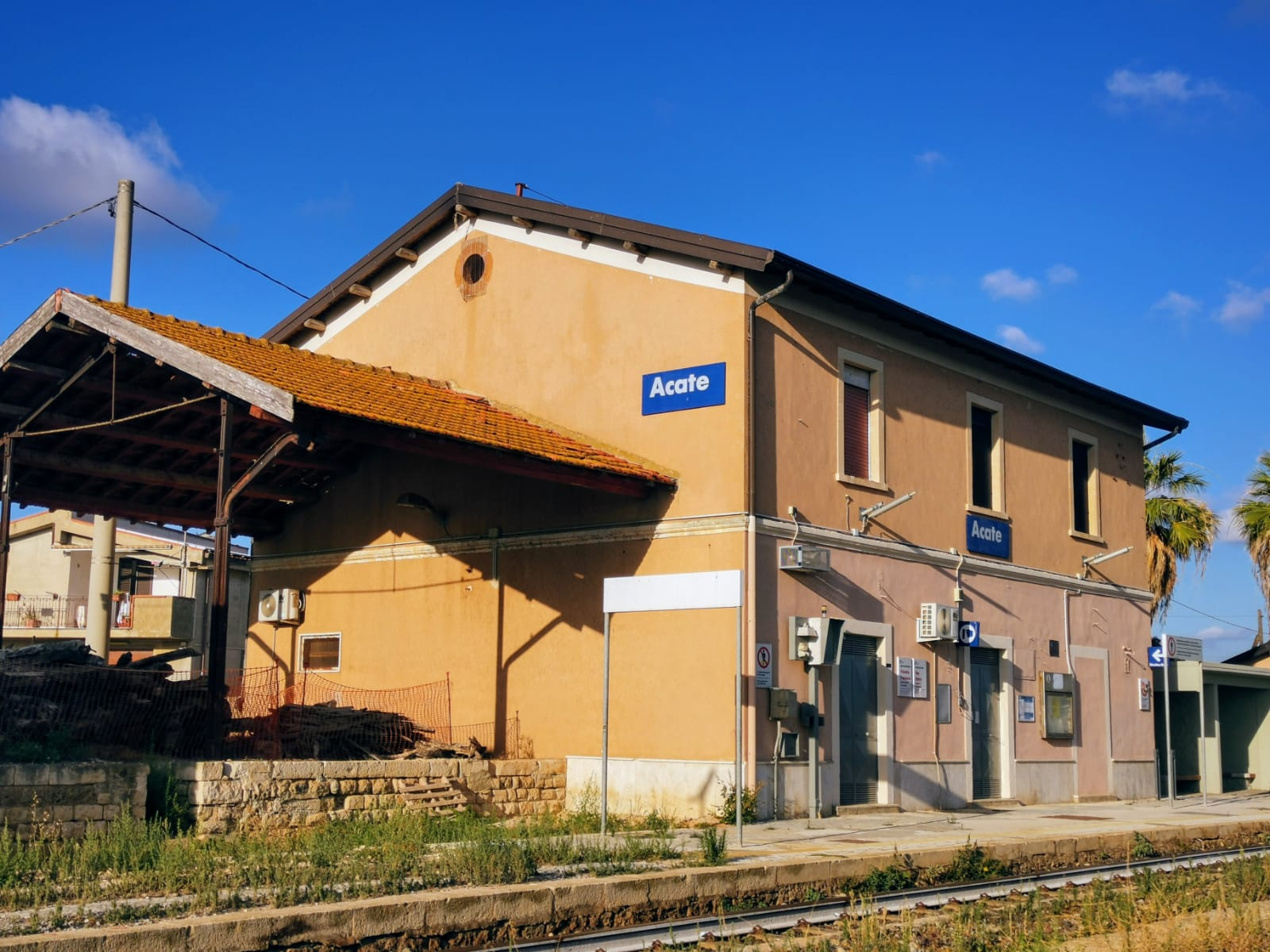
Fabbricato Viaggiatori